# إذا تركتني الآن (أغنية)
إذا تركتني الآن (بالإنجليزية: If You Leave Me Now)‏ أغنية لفريق الروك الأمريكي «شيكاغو»، من ألبوم «شيكاغو 10» كتبها وغناها عازف جيتار الباس «بيتر سيتيرا» وتم إصدارها كأغنية فردية في 31 يوليو 1976، هي أيضًا عنوان ألبوم تجميع لفريق شيكاغو الذي أصدرته شركة كولومبيا للتسجيلات عام 1983.
تصدرت الأغنية قائمة هوت بيلبورد 100، في 23 أكتوبر 1976، وظلت على القمة لمدة أسبوعين، مما يجعلها أول أغنية ناجحة للفريق  بالإضافة إلى احتلالها المرتبة الأولى على قائمة الاستماع السهل Easy Listening.
كانت «إذا تركتني الآن» هي الأكثر نجاحًا عالميًا لفريق شيكاغو، حيث تصدرت القوائم في المملكة المتحدة، وأستراليا، وأيرلندا، وكندا، وهولندا. احتفظت الأغنية بالمركز الأول لمدة ثلاثة أسابيع في المملكة المتحدة. كانت واحدة من خمس أغنيات «غير ديسكو» احتلت المرتبة الأولى في الولايات المتحدة في فترة تسعة أشهر من عام 1976. كتب زاكاري هول من موقع «بوب ماترز PopMatters»: «كانت الأغنية منتشرة جدًا في الإذاعات عند إصدارها، حيث ورد أنه كان يمكن سماع الأغنية يتم تشغيلها على اربع محطات مختلفة في نيويورك في وقت واحد».

## جوائز وتقدير للأغنية
حازت الأغنية على جوائز جرامي لأفضل توزيع مصاحب للغناء، للمنسق جيمي هاسكل، والمنتج جيمس ويليام جويرسيو، وأفضل أداء صوتي بوب، وكانت المرة الأولى التي يفوز فيها الفريق بجائزة جرامي، كما ترشحت الأغنية أيضًا لجائزة جرامي لأغنية العام. باعت الأغنية 1.4 مليون نسخة بحلول أغسطس 1978، في الولايات المتحدة وحدها، وحصلت على شهادة الذهب والبلاتين من رابطة صناعة التسجيلات الأمريكية.
تعاون فريق شيكاغو مع الجمعية الأمريكية للسرطان في عام 2010، التي عرضت المشاركة في غناء أغنية «إذا تركتني الآن» مع فريق شيكاغو على خشبة المسرح مباشرة في حفلاتهم الموسيقية، حيث تذهب العائدات إلى جمعية السرطان الأمريكية لمكافحة سرطان الثدي، واستمرت جهود جمع الأموال في السنوات التالية. قام عدد 138 فنان وفريق بغناء نسخ مختلفة للأغنية.

## طاقم العزف والتسجيل
بيتر سيتيرا: غناء رئيسي ومساند، وجيتار باس.
روبرت لام: بيانو كهربائي (فندر رودس)
داني سيرافين: طبول
لودر دي أوليفيرا: كونجاز، وهزازات، وصنج الإصبع، وويند كايمز.
جيمي بانكوف: ترومبون
لي لوفنان: بوق
والت بارازايدر: آلات النفخ
جيمس ويليام جويرسيو: جيتار صوتي (اكوستيك)، وجيتار رئيسي، وإيقاع.
جيمي هاسكل: وتريات، وبوق فرنسي اوركسترالي.
جين شيري وجورج هايد: أبواق فرنسية.

## الأغنية على القوائم حول العالم
احتلت المركز الأول في: أستراليا – كندا – هولندا – ايرلندا – جنوب أفريقيا – المملكة المتحدة – الولايات المتحدة.
احتلت المركز الثاني في: بلجيكا – نيوزيلندا – السويد.
احتلت المركز الثالث في: النمسا – ألمانيا – إيطاليا – سويسرا.
احتلت المركز الرابع والخامس على التوالي في: النرويج – فرنسا.
صنفت على قائمة أفضل أغاني عام 1976 في خمس دول.
حصلت على شهادة البلاتين في الولايات المتحدة، وشهادة الذهب في كندا  والمملكة المتحدة.

## كلمات الأغنية
إذا تركتني الآن If you leave me now
سوف تأخذ الجزء الأكبر مني You'll take away the biggest part of me
أوه لا، حبيبي من فضلك لا ترحل Ooh no, baby please don't go
وإذا تركتني الآن And if you leave me now
سوف تأخذ قلبي بعيداً You'll take away the very heart of me
أوه لا يا صغيرتي من فضلك لا تذهبِ Ooh no baby please don't go
أوه يا فتاة، أنا فقط أريدك أن تبقى Ooh girl, I just want you to stay
حب كحبنا هو الحب الذي يصعب العثور عليه A love like ours is love that's hard to find
كيف يمكننا تركه يضيع من ايدينا How could we let it slip away
لقد قطعنا شوطا طويلا لنترك كل شيء وراءنا We've come too far to leave it all behind
كيف يمكننا إنهاء الأمر بهذه الطريقة How could we end it all this way
عندما يأتي الغد وسوف نأسف When tomorrow comes and we'll both regret
الأشياء التي قلناها اليوم The things we said today
الحب مثلنا هو الحب الذي يصعب العثور عليه A love like ours is love that's hard to find
أوه يا فتاة، أنا فقط يجب أن أكون بجانبي Ooh girl, I just got to have you by my side
أوه لا، حبيبي من فضلك لا تذهب Ooh no, baby please don't go
أوه ماما، أنا يجب فقط أن أحظى بحبكِ 'Ooh mama, I just got to have your lovin

## وصلات خارجية
https://www.songfacts.com/facts/chicago/if-you-leave-me-now إذا تركتني الآن (أغنية)
https://www.allmusic.com/song/if-you-leave-me-now-mt0027506298 إذا تركتني الآن (أغنية)
https://secondhandsongs.com/work/15521/versions إذا تركتني الآن (أغنية)
https://chicagotheband.com/ إذا تركتني الآن (أغنية)
https://petercetera.com/ إذا تركتني الآن (أغنية)